# مالکوم دانکلی
مالکوم دانکلی (انگلیسی: Malcolm Dunkley; ۱۲ ژوئیهٔ ۱۹۶۱ – ۲۴ سپتامبر ۲۰۰۵) بازیکن فوتبال اهل بریتانیا بود.
از باشگاه‌هایی که در آن بازی کرده‌است می‌توان به باشگاه فوتبال لینکولن سیتی و باشگاه فوتبال استافورد رانجرز اشاره کرد.